# NGC 5972
NGC 5972 è una galassia dal nucleo galattico attivo di tipo spirale (S0-a) situata in direzione della costellazione del Serpente alla distanza dalla Terra di circa 410 milioni di anni luce. Fu scoperta nel 1880 da Édouard Jean-Marie Stephan presso l'Osservatorio di Marsiglia.
La regione centrale della galassia, che ospita al centro un buco nero supermassiccio, emette dal disco di accrescimento, in direzioni opposte, due getti di plasma caldo altamente ionizzato a velocità prossime a quelle della luce.
Recenti osservazioni sono state effettuate tramite il Telescopio spaziale Hubble su NGC 5972 ed altre sette galassie con caratteristiche simili permettendo di evidenziare strutture filamentose estese per migliaia di anni luce, illuminate dalla radiazione che emerge dal nucleo galattico attivo cioè un quasar generato dal buco nero supermassiccio. Alcuni elementi presenti nei filamenti, come l'ossigeno, l'elio, l'azoto, lo zolfo e il neon, assorbono la luce del quasar e la riemettono lentamente nel corso di migliaia di anni; il loro colore verde brillante è principalmente dovuto all'ossigeno ionizzato.

## Galleria d'immagini

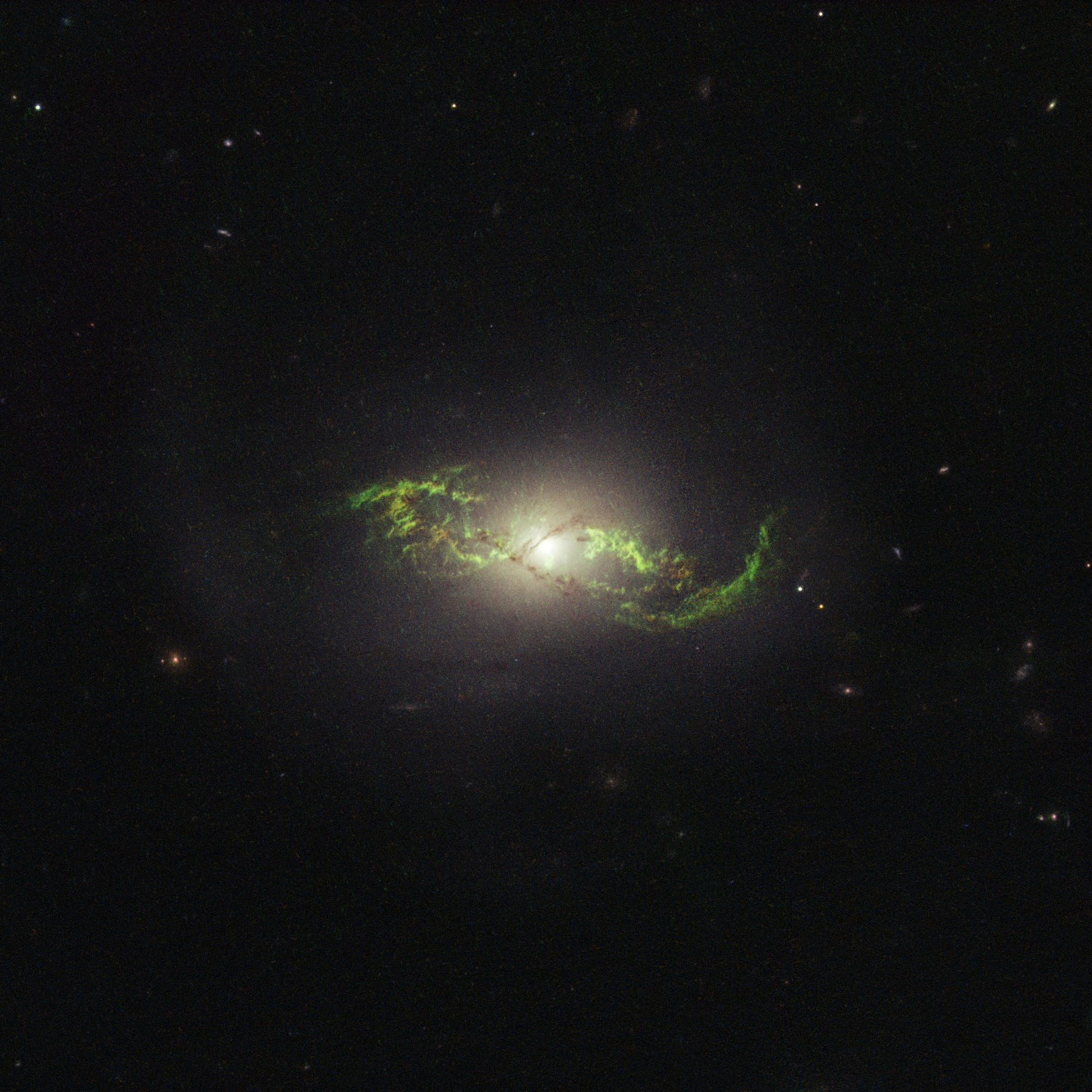
NGC 5972 (HST)
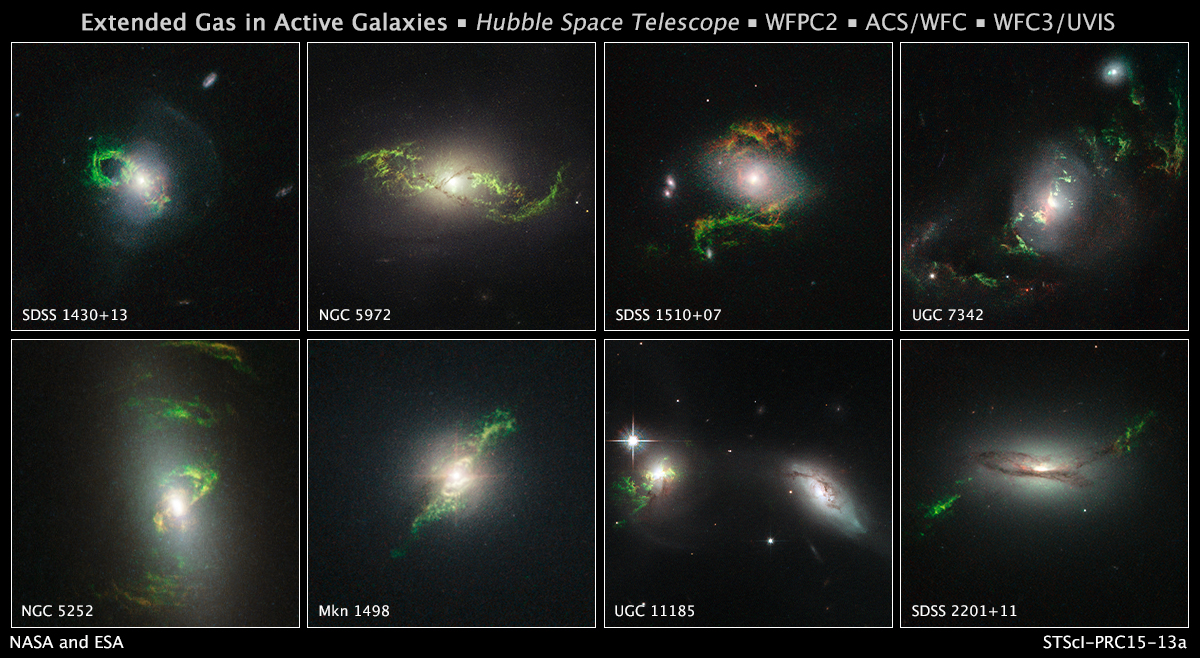
NGC 5972 e le altre sette galassie attive studiate da HST
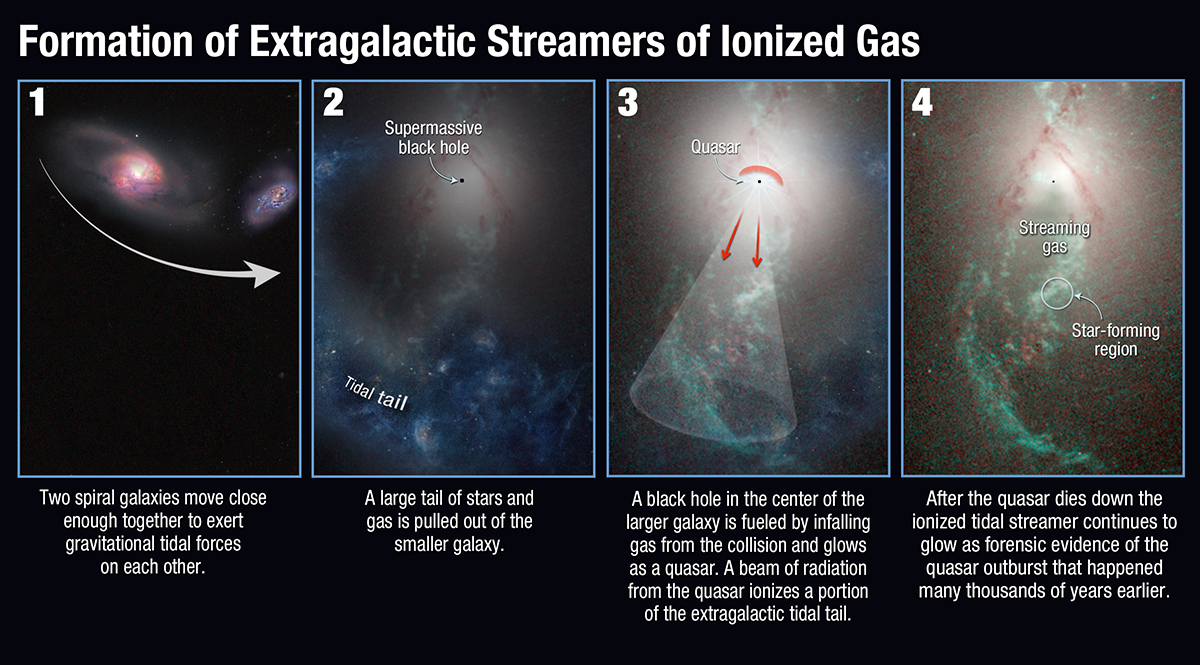
Visual from NASA Explaining Filament Formation of Ionized Gas